# Municipio de Del Nayar
El municipio de Del Nayar es uno de los 20 municipios que conforman al estado mexicano de Nayarit, se localiza al oriente del territorio en lo más intrincado de la sierra nayarita, es por superficie el municipio más grande del estado y su cabecera municipal es el pueblo de Jesús María.

## Geografía
El Municipio de Del Nayar se localiza en la zona oriental de Nayarit, en la región ocupada por la Sierra Madre Occidental, tiene una extensión territorial de 5,254.31 kilómetros cuadrados que lo convierten en el municipio más extenso del estado; sus límites territoriales son al sureste con el municipio de La Yesca, al sur con el municipio de Santa María del Oro, al suroeste con el municipio de Tepic, al oeste con el municipio de Rosamorada, el municipio de Ruiz y con el municipio de Santiago Ixcuintla y al noroeste con el municipio de Acaponeta; al norte limita con el municipio de Mezquital del estado de Durango, al noreste con el municipio de Valparaíso del estado de Zacatecas y al este con el municipio de Mezquitic del estado de Jalisco.

### Orografía
Todo el territorio de Del Nayar se encuentra cubierto por el extremo meridional de la Sierra Madre Occidental por lo que su superficie es completamente accidentada y le da además su principal característica, pues sus serranías han definido la relación del municipio con el resto del estado de Nayarit, las montañas representan el 81.77% de la superficie del municipio, mientras que valles son únicamente el 13.49% del territorio, el resto lo forman lomeríos y cañadas; la mayor elevación del municipio es el Cerro Dolores que alcanza 2,460 metros sobre el nivel del mar, que lo hacen el tercero más elevado de Nayarit, además se encuentra la Sierra Los Huicholes con 2,400 m s. n. m. y la Sierra El Nayar con 2,200 m s. n. m.

### Hidrografía
Por el territorio del municipio descienden desde la sierra de los vecinos estado de Durango y Jalisco grandes ríos que por su importante caudal son aprovechados en presas hidroeléctricas, el principal es el río San Pedro Mezquital que irriga un aproximado al 62% del territorio del municipio y proviene del estado de Durango, irriga el noroeste del territorio y desciende posteriormente hacia el municipio de Rosamorada, el segundo es el río Huaynamota que desciende en sentido norte-sur desde el estado de Durango atravesando todo el municipio, hacia el sur del territorio tuerce hacia el oeste y se une al río Grande de Santiago, el río Huaynamota también recibe en el municipio las aguas de los ríos Jesús María Santiago y Atengo, desde el sureste y hacia el noroeste se encuentra el Río Grande de Santiago que señala los límites municipales de Del Nayar con Tepic y Santa María del Oro, en el oeste del municipio se localiza la Presa de Aguamilpa, sobre este río, compartiéndola con el municipio de Tepic.
El municipio se encuentra cubierto por tres diferentes cuencas hidrológicos, el noroeste está cubierto por la Cuenca del Río San Pedro que forma parte a su vez de la Región hidrológica Presidio-San Pedro; el suroeste del territorio está cubierto a su vez por la Cuenca del río Santiago-Aguamilpa y todo el resto del territorio forma la Cuenca del río Huaynamota, ambas forman parte de la Región hidrológica Lerma-Santiago.

### Clima y ecosistemas
El clima del municipio está determinado por las diferencias de altitud de las serranías, la mayor parte del territorio, sobre todo al extremo sur y en las regiones más bajas en dirección noroeste, el clima es Cálido subhúmedo con lluvias en verano, hacia el noroeste, el noreste y sureste, en las zonas de elevación media, el clima es Semicálido subhúmedo con lluvias en verano, y en las regiones más elevadas del norte y noreste, el clima es Templado subhúmedo con lluvias en verano; la temperatura medial anual sigue exactamente el mismo patrón, las zonas bajas tiene un promedio entre 22 y 26 °C, la zona media 18 a 22 °C y las zonas más elevadas de 16 a 18 °C, además existen dos pequeñas zonas aún más elevadas donde el promedio es inferior a 16 °C, y por el contrario, en la rivera del río Grande de Santiago al suroeste, la temperatura media anual es superior a los 26 °C; la precipitación media anual de la zona este y suroeste es 800 a 1,000 mm, la zona sureste y una franja del noroeste tiene un promedio de 1,000 a 1,200 mm, finalmente la zona más occidental del municipio tiene un promedio de 1,200 a 1,500 mm.

## Demografía
El Conteo de Población y Vivienda de 2005 realizado por el Instituto Nacional de Estadística y Geografía dio como población total del municipio Del Nayar 30,551 habitantes, de los cuales 15,432 hombres y 15,119 mujeres; por tanto su porcentaje de población masculina es del 50.5%, la tasa de crecimiento poblacional anual de 2000 a 2005 es de 2.4%, el 45.7% de los habitantes son menores de 15 años y el 49.9% se encuentran entre los 64 y los 15 años de edad, no existe ninguna localidad que supere los 2,500 habitantes y el 86.0% de los habitantes mayores de 5 años de edad son hablantes de alguna lengua indígena.

### Grupos étnicos
Del Nayar es el territorio ancestral e histórico de dos de las principales etnias de México, los huicholes y los coras, que habitan en sus serranías, lo intrincado el territorio les permitió mantener una independencia de hecho durante gran parte de la historia de México, cuando el estado mexicano los pretendió someter, se rebelaron contra estas pretensiones, como durante gran parte del siglo XIX en que estuviera liderados por Manuel Lozada, El Tigre de Alica.
El 86.0% de los habitantes mayores de 5 años de edad del municipio de Del Nayar son hablantes de alguna lengua indígena, esto nos da un total de 21,867 personas, siendo 10,976 hombres y 10,892 mujeres; de ese total, 16,864 son bilingües al español y 4,641 son hablantes únicamente de su lengua materna, mientras que de 362 no se especifica esta condición. El idioma más hablado es el cora, que tiene un total de 12,935 hablantes, seguido del huichol con 8,803 hablantes, existen además 17 hablantes de mazahua y 17 de náhuatl, así como 22 de tepehuano; el cora, el huichol y el tepehuano son lenguas de la región, mientras que el mazahua y el náhuatl se hablan producto de la migración de sus hablantes, hay además 73 habitantes que no especifican su lengua materna.

### Localidades
El municipio de Del Nayar se localiza en el estado de Nayarit, México.

Principales localidades.

| Localidad       | Población |
| Total Municipio | 30,551    |
| Jesús María     | 2,390     |
| Mesa del Nayar  | 1,185     |
| Santa Teresa    | 1,087     |
| Linda Vista     | 867       |
| Huaynamota      | 484       |

## Política
Lo que hoy es el municipio Del Nayar era originalmente una subprefectura del Territorio de Tepic, denominada como Subprefectura de La Sierra, siguió como tal al constituirse el estado de Nayarit en 1917, finalmente en 1939 por decreto del gobernador Juventino Espinosa Sánchez se creó el municipio, aunque sería hasta el año de 1944 en que recibió oficialmente el nombre El Nayar y su cabecera municipal se fijó en Jesús María.
El gobierno del municipio le corresponde al ayuntamiento, que está integrado por el presidente municipal, un síndico y el cabildo formado por siete regidores, cinco electos por mayoría relativa y dos por el principio de representación proporcional; el ayuntamiento es electo para un periodo de tres años no renovables para el periodo inmediato pero si de forma no continua y entra a ejercer su cargo el día 17 de septiembre del año de su elección.

### Representación legislativa
Para la elección de diputados locales al Congreso de Nayarit y de diputados federales a la Cámara de Diputados federal, el municipio Del Nayar se encuentra integrado en los siguientes distritos electorales:
Local:
- VI Distrito Electoral Local de Nayarit.[16]

Federal:
- I Distrito Electoral Federal de Nayarit con cabecera en la ciudad de Santiago Ixcuintla.[17]

### Presidentes municipales
- (1993 - 1996): Gil Sóstenes Estrada
- (1996 - 1999): José Santos Rentería de la Cruz
- (1999 - 2002): Víctor Serrano Molina
- (2002 - 2005): Manuel Rivera Taizán
- (2005 - 2008): Florentino Canare Peña
- (2008 - 2011): Lino Carrillo Carrillo
- (2011 - 2014): Pedro De La Cruz Flores
- (2014 - 2017): Octavio López De la cruz
- (2017 - 2021) Adan Frausto Arellano
- (2021 - 2024) Eugenio Alvarez Gomez

## Relaciones Internacionales

### Hermanamiento
- Diez de Octubre (2004)[18]